# Мария Фадрик Кантакузина
Мария Фадрик Кантакузина, срещана и като Мария Фадрик Арагонска (1370 – ок. 1395), е графиня на Салона във Франкска Гърция от 1382 г. до завладяването ѝ от Османската империя през 1394 г. Управлявлението ѝ преминава под регентството на майка ѝ Елена Асанина Кантакузина

## Живот
Мария е дъщеря на Луис Фадрик Арагонски, граф на Салона, господар на Зетуни и Егина, и на Елена Асанина Кантакузина – дъщеря на морейския деспот Матей Кантакузин. Когато баща ѝ умира през 1382 г., Мария става управляваща дама на Салона, но е поставана под регентството на майка си, вдовицата на графа на Салона.
Мария, която Лаоник Халкокондил описва като много красива, била много желана партия за брак. Първият ѝ годеж, около 1382 г., е с Бернадух, син на Филип Далмау, виконт на Рокаберти. Когато Елена Кантакузина се изправила пред заплахата от съюза на братовчед си Теодор I Палеолог, деспот на Морея, и Нерио I Ачайоли, херцог на Атина, тя потърсила помощта на сина на епирския деспот Симеон Урош, за когото Доналд Никол предполага, че е управителят на Фарсала Стефан Урош Дука. Това споразумение било на път да бъде скрепено с брак, тъй в едно писмо до Елена от 17 август 1386 г. крал Педро IV Арагонски я упреква, че е омъжила дъщеря си за чужденец. Във всеки случай преговорите за брака на Мария с Бернадух от Рокаберти са възобновени през 1387 г. През април 1388 г. крал Хуан I Арагонски ѝ предлага правата на кастелан на Атина, при условие че тя ще защитава града. Твърди се, че Нерио Ачайоли е поискал ръката ѝ за шурея си Пиетро Сарачено, но през 1390 г., изглежда, са направени уговорки Мария да се омъжи за Матео де Монкада, син на Гулиелмо Раймондо II де Монкада, граф на Агоста.
Халкокондил разказва как Салона била превзета от османския султан Баязид I и че след това Мария е пленена и отведена в харема на султана, където тя умира през 1395 г., по всяка вероятност екзекутирана за изневяра. Според писмо от Нерио Ачайоли до брат му Донато от 20 февруари 1394 г. превземането на Салона може да се датира или в края на 1393 г., или в началото на 1394 г.

## Цитирана литература
- ((en)) Alderson, Anthony Dolphin (1956). The Structure of the Ottoman Dynasty. Clarendon Press, https://ia601406.us.archive.org/19/items/in.ernet.dli.2015.69864/2015.69864.Structure-Of-The-Ottoman-Dynasty.pdf
- Nicol, Donald M. (1968). The Byzantine Family of Kantakouzenos (Cantacuzenus) ca. 1100 – 1460: a Genealogical and Prosopographical Study. Washington, DC: Dumbarton Oaks
- Sakaoğlu, Necdet (2008). Bu mülkün kadın sultanları: vâlide sultanlar, hâtunlar, hasekiler, kadınefendiler, sultanefendiler, Oğlak bilimsel kitaplar (1. baskı). Beyoğlu, İstanbul: Oğlak Yayıncılık, ISBN 978-975-329-623-6, OCLC 316234394
- ((en)) Miller, William (1908). The Latins in the Levant. A History of Frankish Greece (1204-1566). Cambridge and New York, архив на оригинала от 17 юни 2017, https://web.archive.org/web/20180617070646/http://www.levantineheritage.com/pdf/Latins-in-the-Levant.pdf
- Божилов, Иван (1994). Фамилията на Асеневци (1186 – 1460). Генеалогия и просопография. София: БАН, Марин Дринов, ISBN 9544302646, https://djvu.online/file/dujTvm6kCmbQL

|  | Тази страница частично или изцяло представлява превод на страницата Maria Fadrique в Уикипедия на английски. Оригиналният текст, както и този превод, са защитени от Лиценза „Криейтив Комънс – Признание – Споделяне на споделеното“, а за съдържание, създадено преди юни 2009 година – от Лиценза за свободна документация на ГНУ. Прегледайте историята на редакциите на оригиналната страница, както и на преводната страница, за да видите списъка на съавторите. ВАЖНО: Този шаблон се отнася единствено до авторските права върху съдържанието на статията. Добавянето му не отменя изискването да се посочват конкретни източници на твърденията, които да бъдат благонадеждни. |